# 山崎动物护理大学
山崎動物護理大學是位於東京都八王子市的一所私立大學，成立於2009年。由原山崎动物护理短期大学改組而成。教授動物看護学。

## 學部・學科
- 動物看護学部
  - 動物看護学科

## 校址
一年級學生在澀谷校區學習基礎學科，升入二年級后在南大澤校區學習。
- 南大沢校區：東京都八王子市南大澤四丁目7番2号
- 澀谷校區：東京都澀谷區松濤二丁目3番10号

## 外部連結
- 動物看護の大学｜ヤマザキ動物看護大学 （页面存档备份，存于）